# FC Zimbru Chișinău
FC Zimbru Chișinău este un club de fotbal din Chișinău, Republica Moldova. Clubul a fost fondat în anul 1947 și este unul din cele mai vechi cluburi din țară. Zimbru Chișinău este de 8 ori campioană a Moldovei la fotbal, câștigătoare a 6 Cupe ale Moldovei și a unei Supercupe a Moldovei. În cursul istoriei clubul a fost cunoscut sub mai multe nume: Dinamo (1947-1949), Burevestnic (1950-1957), Moldova (1958-1965, 1967-1971), Avântul (1966), și Nistru (1972-1990).
Clubul are o experiență bogată în jocurile internaționale, întâlnind echipe faimoase precum EC Bahia (Brazilia) 0:1 (2017), Royal Antwerp (Belgia) 6:2 (1957), Standard Liege (Belgia) 0:3 (1957), Eintracht Frankfurt (Germania) 5:1 (1959), Borussia Dortmund (Germania) 0:0 (1960), Olympiakos Pireu (Grecia) 4:2 (1962), Flamengo (Brazilia) 1:2 (1964), Steaua București (România) 3:1 (1989), Tottenham Hotspur (Anglia) 0:0 (1999), IFK Göteborg (Suedia) 3:1 (2002), obținând și alte rezultate marcante în cupele europene.

## Istorie

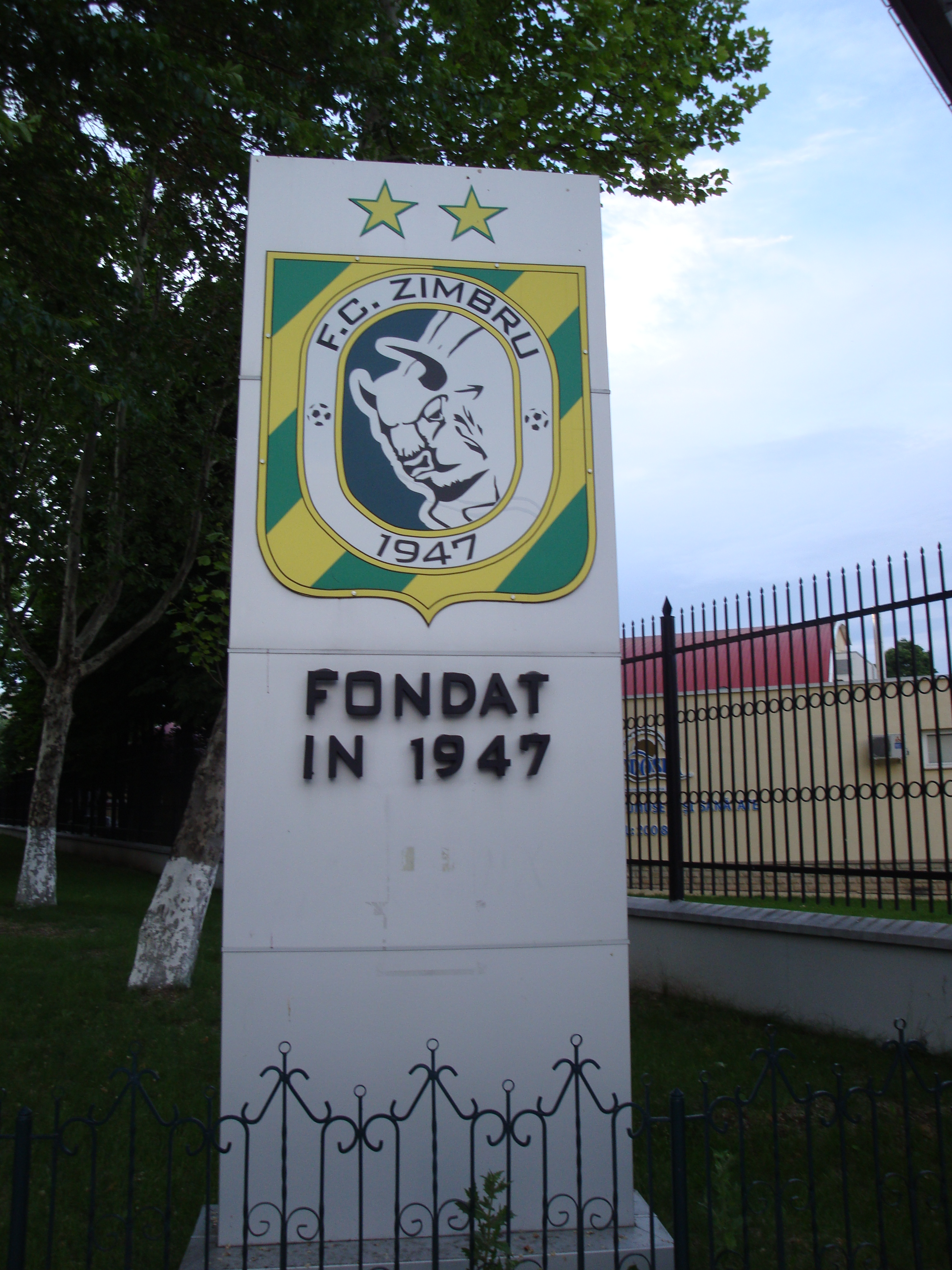
Panoul cu logo-ul vechi, la intrarea pe stadion

Istoric denumiri
- 1947—1949 — «Dinamo»
- 1950—1957 — «Burevestnik»
- 1958—1965 — «Moldova»
- 1966 — «Avântul»
- 1967—1971 — «Moldova»
- 1972—1990 — «Nistru»
- Din 1991 — «Zimbru»

### Dinamo
Clubul a fost fondat în anul 1947, cu numele Dinamo Chișinău. Data fondării clubului este considerată 16 mai 1947 În această zi echipa a disputat un meci la Odesa, într-o ligă regională din campionatul URSS, contra echipei locale Pișcevic, și a suferit înfrângere: scor 0:1. Peste o zi, tot la Odesa a avut loc ”returul”, consemnându-se o înfrângere și mai mare - 0:4. Nereușită a fost și evoluția în ansamblu în campionat, dinamoviștii încheind sezonul pe ultimul loc - 13. Cauză a insucceselor poate fi considerată că echipa a fost creată în perioada dificilă de după război. Pe parcursul a trei sezoane echipa a fost condusă de Serghei Eriomin. El era ajutat de Gheorghe Mocanu, care ulterior a edificat o generație întreagă de fotbaliști moldoveni și a fost desemnat antrenor emerit al Republicii Moldova. Din rândul jucătorilor acelei perioade s-a remarcat Serghei Kornilov, care, peste ani, devenind antrenor, s-a distins și el cu titlul de antrenor emerit al republicii.

### Burevestnic
În 1950 Dinamo a fost redenumită în Burevestnic (în traducere din rusă: Rândunica). Cu această denumire echipa a obținut cea mai mare performanță din perioada sovietică. În sezonul 1955 Burevestnic a câștigat primul loc în liga secundă a campionatului URSS, la o diferență de 9 puncte de locul 2, și a promovat în prima ligă pentru sezonul următor. 
În 1956 chișinăuienii au debutat în prima ligă, numită «Clasa “A”» și s-a clasat pe locul 6 din 12 echipe. A fost un debut de succes, după primul tur de campionat, având 7 victorii în 11 partide, echipa împărțea primul loc cu granzii Spartak și Torpedo, toate cele trei echipe având câte 15 puncte.
Această evoluție bună a echipei de pe stadionul Republican a dus la umplerea stadionului la fiecare meci. Chiar dacă stadionul a fost mărit la 25.000 de locuri, existau în continuare suporteri care rămâneau fără bilete.
Sub denumirea Burevestnik echipa a intrat în istoria campionatului URSS, ca fiind unica echipă care a reușit să revină pe tabelă de la scorul 0–4, egalând 4–4. S-a întâmplat asta pe 11 septembrie 1957, la meciul dintre Burevestnic și Spartak Moscova, care a avut loc la Moscova.
În minutul doi al jocului pentru moscoviți a marcat А. Iliin, iar în minutele 8 și 9 au mai înscris doi campioni olimpici ai anului 1956 - N. Simonean și Tatușin (care ulterior în 1962-1963 a jucat pentru Zimbru).
În minutul 19 a marcat din nou А. Iliin, stabilind scorul de 4–0. Burevestnik, fiind condusă de moscoviți, în timpul care a rămas de jucat, a marcat de trei ori prin Iuri Korotkov și o dată prin Eduard Danilov, și a adus partida la egalitate, scor final 4–4. În acea perioadă în componența echipei Burevestnik au excelat asemenea fotbaliști, precum Iuri Korotkov, Mihail Muhortov, Vitali Vațkevici, Mihail Potapov și Valentin Mirgorodschi.

### Moldova
În anul 1958, echipa și-a schimbat numele în Moldova și din același an echipa s-a ales și cu o bază sportivă - pe același loc, unde este amplasată și în prezent. Doar că în locul complexului sportiv actual, aici erau edificate câteva căsuțe „finlandeze" de lemn și două terenuri.
În această perioadă s-a remarcat atacantul Vladimir Țincler, legendă a fotbalului moldovenesc. Evoluând pentru formația Moldova, el a devenit primul și unicul jucător al clubului, inclus în topul celor mai buni 33 fotbaliști ai Campionatului URSS. El a evoluat și în selecționata olimpică a Uniunii Sovietice.
În componența echipei Moldova, de asemenea s-au remarcat Nicolae Esin, Vladimir Vostroilov, Evgheni Larin, Anatol Morărița, Valeri Volostnîh, Valeri Colbasiuc și Anatol Mironov.
În 1964 echipa a ocupat ultimul loc în clasament și a părăsit primul eșalon al fotbalului sovietic.
În grupa a 2-a a ligii secunde echipa a jucat 5 sezoane. Suporterii erau nemulțumiți din cauza că având o experiență de 9 ani petrecuți în prima ligă, după câteva sezoane în liga secundă, echipa nu putea promova din nou în eșalonul superior. Antrenorul principal al clubului, Ivan Zolotuhin, a declarat pe această temă în ziarul calendaristic-informațional pentru anul 1966: ”Doar în zilele noastre rareori poți să mai auzi de la unii fotbaliști: - Este greu de jucat pe stadionul nostru. Unii suporteri încă de la începutul jocului sunt porniți împotriva noastră. Ei s-au plictisit probabil de aceleași nume și doresc de fiecare dată să vadă pe cineva nou”.

### Avântul
În anul 1966 echipa și-a schimbat numele în Avântul. Noua denumire nu a inspirat prea mult nici jucătorii, nici suporterii. Rezultatele echipei erau tot mai nesatisfăcătoare, și, peste un an, din dorința multor suporteri, s-a luat decizia de a redenumi echipa ”Moldova”. 
În anul 1970, ”Moldova” evoluând în liga secundă numită deja ”Grupa întâi A”, s-a clasat în mijlocul clasamentului, pe locul 11 din 22 de echipe. În anul următor doar victoria cu scorul de 4:0 din ultima etapă a campionatului contra echipei Metalist Harkiv a salvat clubul de la retrogradare.

### Nistru
În 1972 denumirea echipei a fost schimbată din ”Moldova” în ”Nistru”. În anul următor, clasându-se pe locul 2 Nistru a obținut dreptul să joace în prima ligă, după o pauză de 10 ani. Echipa și-a asigurat promovarea cu două etape înainte de terminarea campionatului, învingând la Baku echipa Neftci cu scorul de 3:2.
În sezonul 1974 “Nistru” nu a reușit să-și păstreze poziția în liga superioară, și clasându-se pe ultimul loc a retrogradat în liga a doua, cu toate că a obținut victorii contra viitoarei campioane, Dinamo Kiev, și a medaliatei cu argint Spartak Moscova, cu scoruri identice de 1:0.
La fel de scurtă a fost și evoluția Nistrului în liga superioară din anul 1983.
Prin jocul său, în acea perioadă la Nistru s-au remarcat Pavel Cebanu, Ion Caras, Alexandru Mațiura, Serghei Dubrovin, Anatoli Rîbac, Nicolae Cebotari, Gheorghe Tegleațov și Iuri Hlopotnov.

### Zimbru
Din anul 1991 clubul poartă denumirea actuală. FC Zimbru și-a păstrat renumele celei mai puternice echipe moldovenești și în campionatul statului independent Republica Moldova, până în anii 2000. În 1992 Zimbru a câștigat ediția inaugurală a campionatului Moldovei. Zimbru este singura echipă care a participat la toate edițiile Diviziei Naționale, de la fondarea ei în 1992 până în prezent. În acest răstimp clubul a devenit de 8 ori campion al Moldovei, câștigând primele cinci sezoane consecutive și opt din primele nouă sezoane ale campionatului Moldovei. De asemenea Zimbru a mai cucerit de 6 ori Cupa Moldovei, de două ori în anii 1990, de trei ori în anii 2000 și ultima dată în 2014. De la câștigarea Cupei Moldovei 2006–07 până la Cupei Moldovei 2013–14, echipa a trecut printr-o ”secetă de 7 ani” în care nu mai câștigase nici un trofeu, aceasta fiind cea mai ”neagră perioadă” a clubului de după Independență încoace, echipa nereușind să urce mai sus de poziția a treia în clasamentul Divizie Naționale.
Începând cu sezonul 1993-94 Zimbru a început să participe în competițiile europene. În sezonul 1995/96 echipa a ajuns în șaisprezecimile de finală ale Cupei UEFA, iar în campaniile 1999/2000 și 2000/2001 a ajuns până în turul trei preliminar al Ligii Campionilor. Printre jucătorii care s-au remarcat contribuind la ascendența Zimbrului în anii '90 au fost Alexandru Curtianu, Serghei Cleșcenco, Iurie Miterev, Ion Testemițanu, Alexandru Spiridon, Radu Rebeja, Sergiu Epureanu, Boris Cebotari.
În perioada 2007-2012 clubul a cunoscut gustul amar al unor eliminări dramatice din competițiile europene. În primul tur preliminar al Cupei UEFA 2007-2008, Zimbru confruntându-se cu Artmedia Petržalka, obținuse o remiză 1-1 în deplasare, iar în meciul retur de la Chișinău, de pe 2 august 2007, după ce a condus meciul cu 2-0, Zimbru a fost egalată (2-2) în ultimul minut de prelungiri, minutul 94, prin urmare echipa a fost eliminată din competiție conform regulii golului marcat în deplasare, un moment absolut dezolant în care jucătorii s-au prăbușit la pământ.

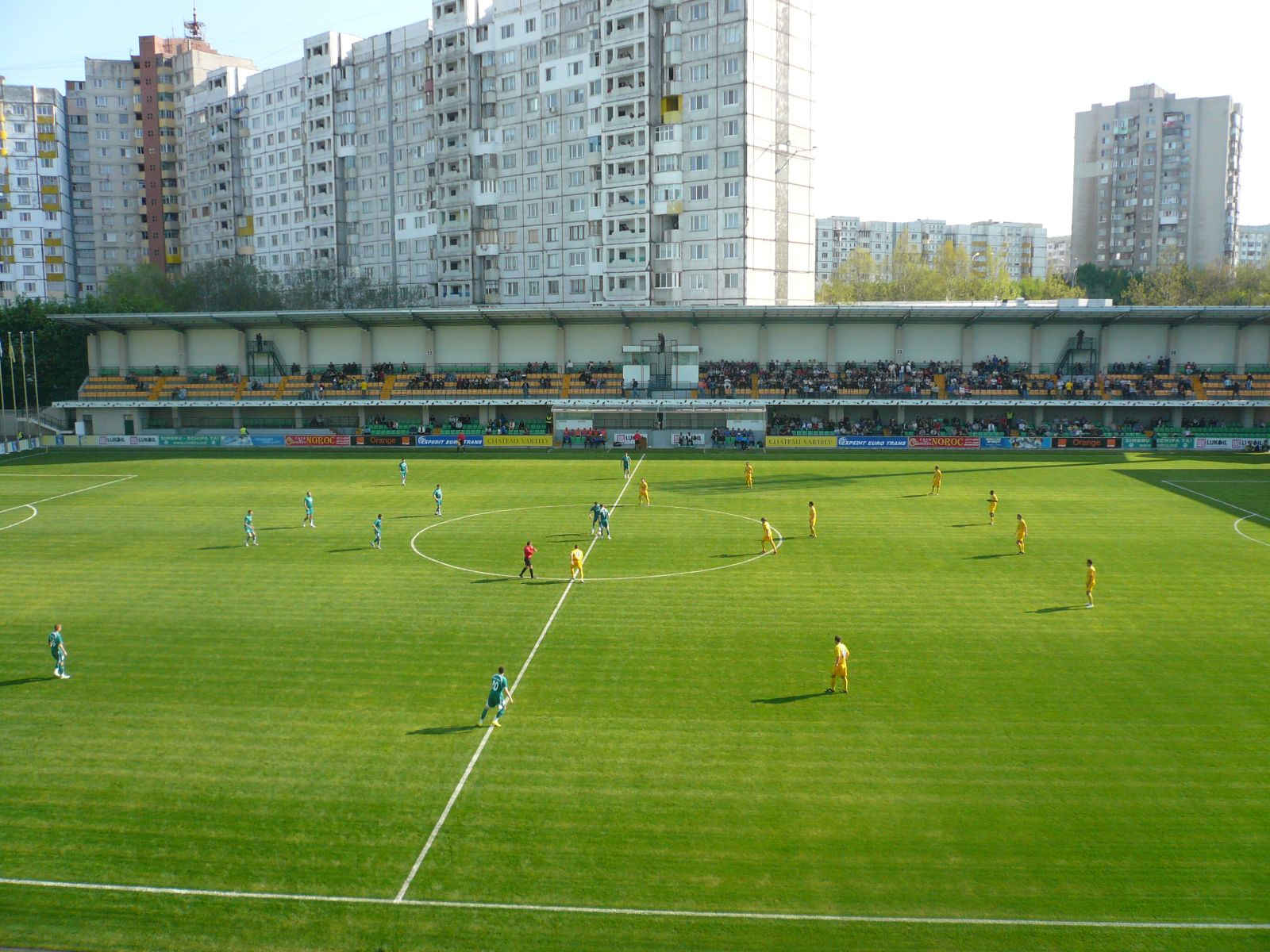
Un meci Zimbru vs. Dacia, din primăvara anului 2010, pe stadionul Zimbru. „Zimbrii” sunt în verde

Peste doi ani, în iulie 2009, în cadrul turului doi preliminar al UEFA Europa League 2009-2010, Zimbru s-a întâlnit în dublă manșă cu Paços de Ferreira. După ce în meciul tur de la Chișinău se înregistrase scor alb, 0-0; în meciul retur din Portugalia echipele de asemenea jucau de la egal la egal, iar în minutul 84' Zimbru s-a văzut condusă cu 1-0 de către echipa gazdă. În cele câteva minute rămase până la sfârșitul jocului echipa n-a mai reușit să revină pe tabelă, și pierzând partida, a părăsit cupele europene.
Mai recent, în turul doi preliminar al UEFA Europa League 2012-2013, Zimbru s-a confruntat cu echipa elvețiană Young Boys Berna. În meciul tur, de la Berna echipa moldoveană a pierdut la limită cu 0-1, iar în returul de la Chișinău a reușit să învingă cu 1-0 și să restabilească egalitatea din scorul general. După prelungirile dictate de arbitru scorul rămase neschimbat, astfel s-a trecut la executarea loviturilor de departajare, în urma cărora elvețienii s-au impus cu 4-1, configurându-se o nou eliminare dramatică a ”zimbrilor” din Europa.

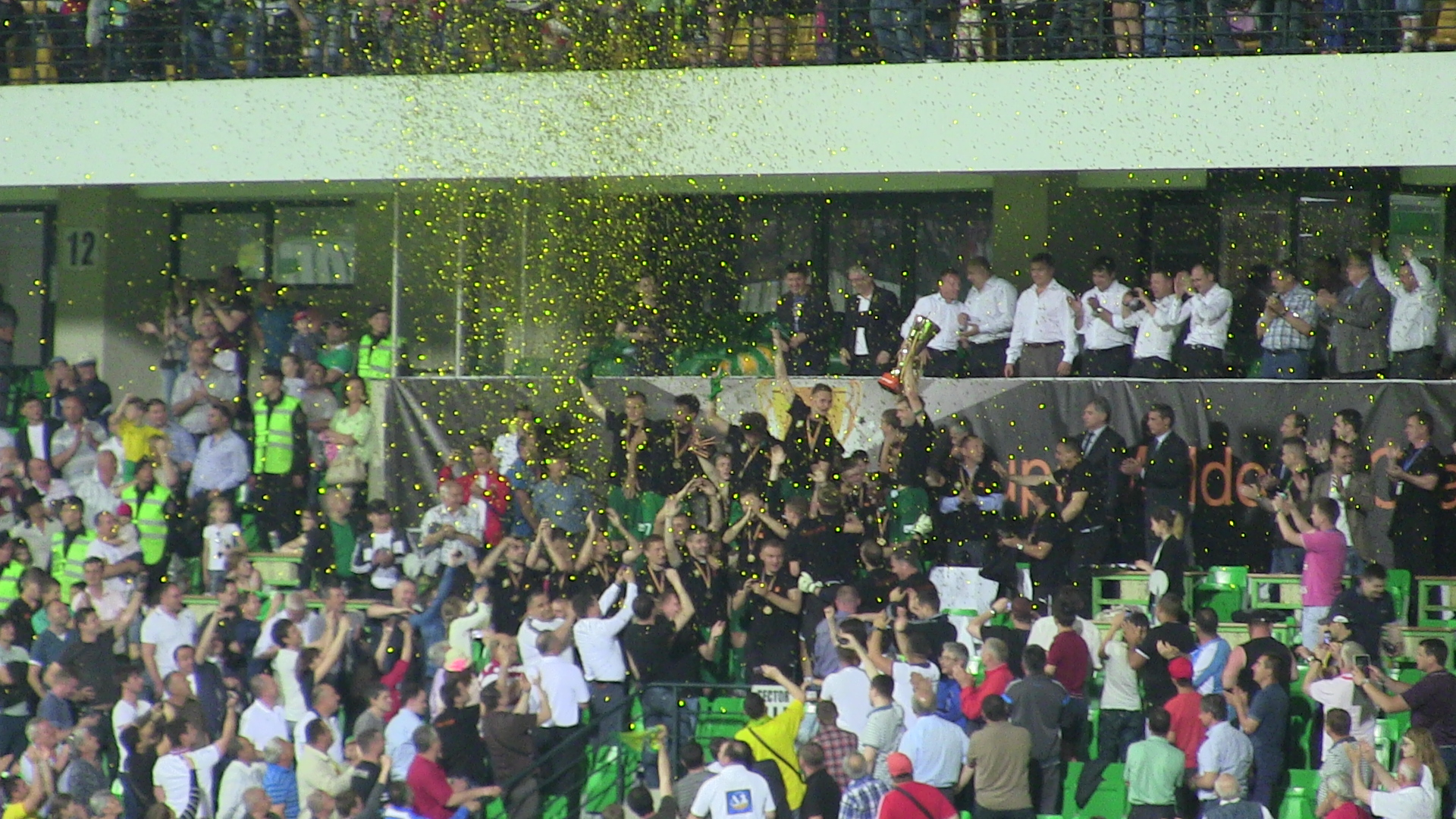
Jucători echipei sărbătoresc printre fani câștigarea Cupei Moldovei 2014

În 2014, sub egida antrenorului bielorus Oleg Kubarev, deși a terminat campionatul pe locul 4, Zimbru a câștigat Cupa Moldovei pentru a 6-a oară și Supercupa Moldovei pentru prima dată. Grație acestor succese echipa s-a calificat pentru primul tur preliminar al UEFA Europa League 2014–15. Echipa a trecut de trei tururi preliminare, depășind pe rând echipele KF Shkëndija, ȚSKA Sofia și SV Grödig și a ajuns în premieră până în play-off-ul Europa League, unde însă a fost eliminată de echipa greacă PAOK Salonic după o victorie cu 1–0 acasă și o înfrângere scor 0–4 în deplasare. După acest parcurs bun în competițiile europene, echipa a dezamăgit în campionatul intern, având evoluții slabe în prima parte a Diviziei Naționale 2014-2015. În primele zile din decembrie 2014, după o înfrângere în fața Daciei, se vorbea despre retragerea clubului din campionat; de la echipă au plecat antrenorul Oleg Kubarev și o serie de jucători-cheie; totuși echipa și-a continuat evoluția în campionat, încheind sezonul pe locul 6 cu doar 24 de puncte acumulate – de departe cel mai slab sezon din istoria clubului.
La mijlocul lunii iunie 2015, la Zimbru au avut loc schimbări majore; românul Ștefan Stoica a fost numit în funcția de antrenor principal al echipei. Noul vicepreședinte a devenit Marin Mitran. Președinte al clubului a rămas Nicolae Ciornîi, dar echipa principală, conform unui contract de colaborare a trecut pe o perioadă de trei ani sub conducerea lui Octavian Moraru, fiul businessmanului Valerii Moraru, care este finanțator la Rapid București. Noua conducere a anunțat întărirea lotului cu circa opt jucători străini, printre care și fostul mijlocaș portughez al Rapidului - Rui Miguel Rodrigues. Drept obiective s-au pus titlul, cupa și supercupa. După un start bun de campionat, formația a început să piardă teren treptat. Pe 21 septembrie 2015, antrenorul echipei, Ștefan Stoica, a fost numit selecționer al naționalei Moldovei, înlocuindu-l pe Alexandru Curteian, care și-a dat demisia. Timp de două luni acesta a pregătit în paralel atât clubul Zimbru, cât și echipa națională a Moldovei, iar pe 24 noiembrie 2015 și-a dat demisia de la Zimbru. Antrenor interimar al echipei a devenit Veaceslav Rusnac.
La 3 martie 2020, directorul clubului Sevastian Botnari a anunțat că este nevoit să retragă echipa din Divizia Națională și din toate celelalte ligi, practic desființând echipa.

## Steme

## Stadion
Stadionul de casă al echipei Zimbru Chișinău este Stadionul Zimbru. Stadionul Zimbru este amplasat în sectorul Botanica din Chișinău, pe strada Butucului, 1. El este un stadion specific de fotbal, cu toate locurile pe scaune și a fost deschis în 2006. Suprafața de joc este iarbă naturală, iar dimensiunile terenului sunt 105 x 68 m. Stadionul are o capacitate de 10 400 locuri. În lipsa unui stadion național, acesta este și stadionul principal pe care își dispută meciurile de acasă echipa națională de fotbal a Moldovei.

## Suporteri
Fiind unul din cele mai vechi cluburi de fotbal Republica Moldova, Zimbru Chișinău este și cel mai iubit club din țară. 18 august 1996 este considerată data de înființare a Galeriei Zimbru - primul grup organizat de suporteri activi din Republica Moldova. Aceștia au fost și primii suporteri care susțineau echipa atât în meciurile de acasă cât și în cele din deplasare și până spre sfârșitul anilor 2000, Zimbru a fost unicul club din țară a cărui suporteri urmau și susțineau echipa și în meciurile de peste hotare, aceștia având la activ deplasări la Tbilisi, Berlin, Praga, Maribor, Budapesta, Gaziantep, Sevilla, Göteborg, Tirana, Salonic, Loveci, Londra, Zaporojie.

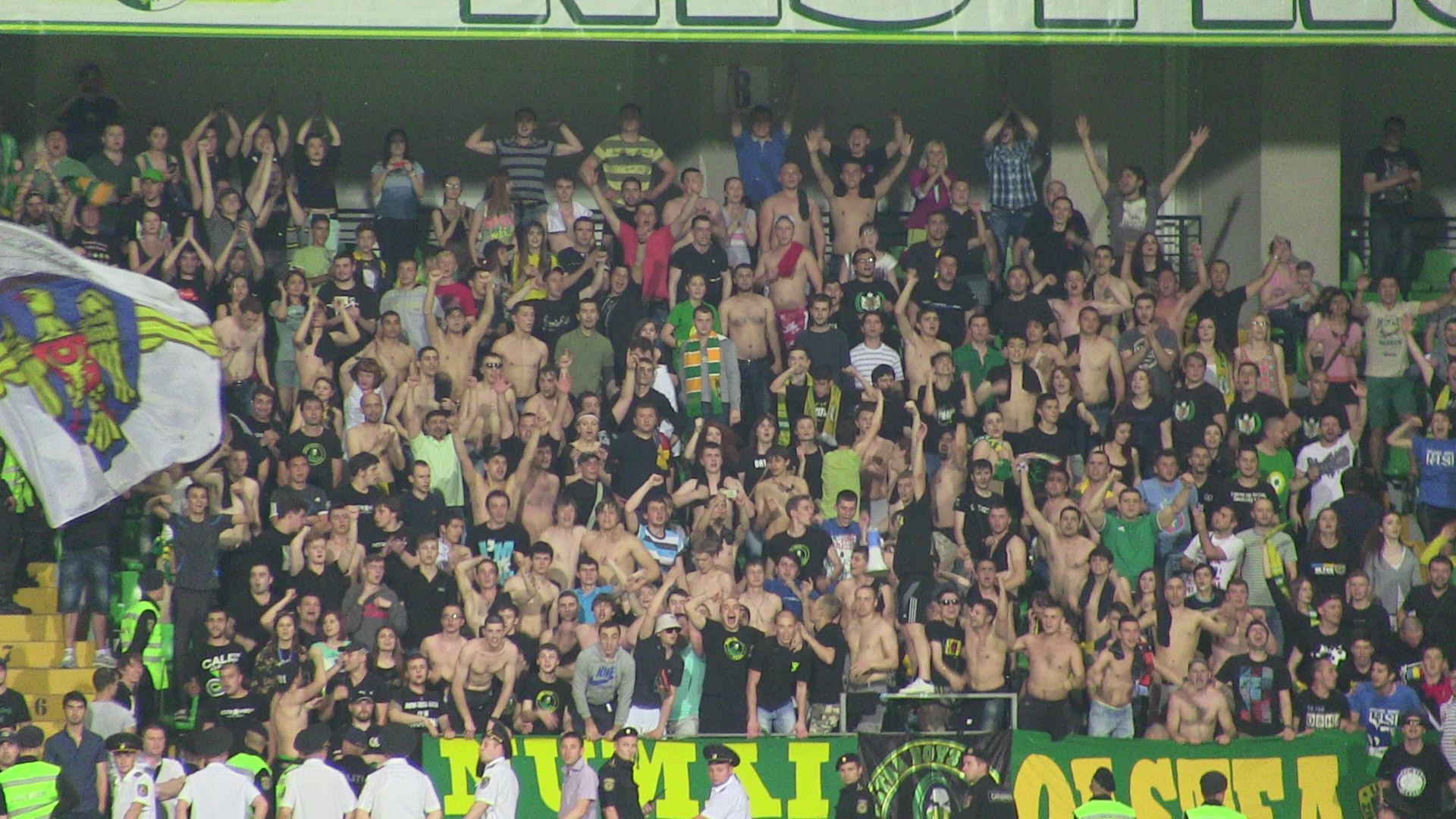
Suporterii Zimbru la finala Cupei Moldovei 2014

Inițial galeria Zimbru s-a unit într-un grup de suporteri denumit ″DESTROYER’96″. La 10 martie 2002 galeria a fost înregistrată ca organizație obștească. Pe 2 decembrie 2004 grup de tineri scindează din cadrul Galeriei Zimbru, formând o grupare cu numele de ″Ultra Boys″. În anul 2008, după câteva schimburi de generații de suporteri, alături de membrii fondatori ai DESRTOYER’96, se ia decizia de a reorganiza grupul sub denumirea de OASTEA FIARĂ, premisă pentru asta fiind un banner cu acest nume creat încă la începutul anilor 2000. Între anii 2008-2011, grupările OASTEA FIARĂ și ULTRA BOYS, își desfășoară activitatea umăr la umăr în sectorul 8 al noului stadion ”Zimbru”. În anul 2009, gruparea OASTEA FIARĂ ”se înfrățește” cu brigada BĂIEȚII VESELI de la echipa Politehnica Iași (România). În 2012, după apariția unei noi brigăzi, ”Drunk Hools” (cu o ideologie profund filo-rusă), în cadrul galeriei lucrurile încep să escaladeze, iar situația devine tot mai tensionată. La data de 21 iunie 2012 OASTEA FIARĂ ia decizia de a părăsi sectorul 8, și ”de a deschide o nouă filă în istoria Galeriei Zimbru” în sectorul 16 al stadionului Zimbru.

## Poziționare

### Clasamentul UEFA al cluburilor
Acesta este coeficientul UEFA al clubului pentru anul 2015:
| Poz. | Club               | Puncte |
| ---- | ------------------ | ------ |
| 339  | HB Torshavn        | 3.175  |
| 340  | Nova Gorica        | 3.150  |
| 340  | NK Interblock      | 3.150  |
| 342  | FC Zimbru Chișinău | 3.075  |
| 343  | Zalgiris Vilnius   | 3.050  |
| 343  | Vardar Skopje      | 3.050  |
| 343  | FK Renova          | 3.050  |

## Evoluție în campionat

### Clasament
| Sezon   | Divizie           | Poz. | M  | V  | R  | Î  | GM  | GP | P  | Cupă | Europa | Europa | Golgheter (campionat)                    |
| ------- | ----------------- | ---- | -- | -- | -- | -- | --- | -- | -- | ---- | ------ | ------ | ---------------------------------------- |
| 1992    | Superliga         | 1    | 22 | 15 | 5  | 2  | 40  | 15 | 35 | 1/4  | –      | –      | Alexandru Spiridon – 8 Iurie Miterev – 8 |
| 1992–93 | Liga Națională    | 1    | 30 | 22 | 6  | 2  | 66  | 17 | 50 | 1/8  | –      | –      | Alexandru Spiridon – 12                  |
| 1993–94 | Liga Națională    | 1    | 30 | 25 | 2  | 3  | 86  | 22 | 52 | 1/2  | UCL    | PR     | Serghei Cleșcenco – 14                   |
| 1994–95 | Liga Națională    | 1    | 26 | 21 | 4  | 1  | 69  | 10 | 67 | R    | UC     | PR     | Serghei Cleșcenco – 11                   |
| 1995–96 | Liga Națională    | 1    | 30 | 26 | 3  | 1  | 110 | 11 | 81 | 1/4  | UC     | 2R     | Vladislav Gavriliuc – 34                 |
| 1996–97 | Divizia Națională | 2    | 30 | 22 | 4  | 4  | 112 | 21 | 70 | C    | UC     | PR     | Iurie Miterev – 34                       |
| 1997–98 | Divizia Națională | 1    | 26 | 22 | 3  | 1  | 75  | 8  | 69 | C    | UCWC   | QR     | Serghei Cleșcenco – 25                   |
| 1998–99 | Divizia Națională | 1    | 26 | 18 | 7  | 1  | 43  | 9  | 61 | 1/4  | UCL    | 1Q     | Vladislav Gavriliuc – 10                 |
| 1999–00 | Divizia Națională | 1    | 36 | 25 | 7  | 4  | 78  | 21 | 82 | R    | UCL UC | 3Q 1R  | Victor Berco – 15                        |
| 2000–01 | Divizia Națională | 2    | 28 | 20 | 6  | 2  | 46  | 15 | 66 | 1/2  | UCL UC | 3Q 1R  | Iurie Miterev – 8                        |
| 2001–02 | Divizia Națională | 3    | 28 | 12 | 10 | 6  | 52  | 20 | 46 | 1/2  | UC     | QR     | Victor Berco – 12                        |
| 2002–03 | Divizia Națională | 2    | 24 | 15 | 5  | 4  | 47  | 20 | 50 | C    | UC     | 1R     | Vladimir Șișelov – 13                    |
| 2003–04 | Divizia Națională | 3    | 28 | 14 | 7  | 7  | 40  | 23 | 49 | C    | UC     | 1R     | Vladimir Șișelov – 15                    |
| 2004–05 | Divizia Națională | 5    | 28 | 12 | 7  | 9  | 29  | 15 | 43 | 1/4  | –      | –      | Sergiu Chirilov – 7                      |
| 2005–06 | Divizia Națională | 2    | 28 | 15 | 8  | 5  | 47  | 20 | 53 | 1/2  | –      | –      | Sergiu Chirilov – 11                     |
| 2006–07 | Divizia Națională | 2    | 36 | 21 | 8  | 7  | 63  | 23 | 71 | C    | UC     | 2Q     | Alexei Jdanov – 14                       |
| 2007–08 | Divizia Națională | 5    | 30 | 13 | 13 | 4  | 43  | 21 | 52 | 1/2  | UC     | 1Q     | Alexei Jdanov – 12                       |
| 2008–09 | Divizia Națională | 4    | 30 | 13 | 7  | 10 | 42  | 30 | 46 | 1/2  | –      | –      | Oleg Andronic – 16                       |
| 2009–10 | Divizia Națională | 4    | 33 | 17 | 8  | 8  | 47  | 29 | 59 | 1/4  | UEL    | 2Q     | Andrei Secrieru – 7                      |
| 2010–11 | Divizia Națională | 4    | 39 | 22 | 10 | 7  | 56  | 20 | 76 | 1/8  | –      | –      | Oleg Andronic – 9                        |
| 2011–12 | Divizia Națională | 3    | 33 | 17 | 10 | 6  | 47  | 24 | 61 | 1/4  | –      | –      | Oleg Molla – 14                          |
| 2012–13 | Divizia Națională | 6    | 33 | 12 | 10 | 11 | 53  | 38 | 46 | 1/4  | UEL    | 2Q     | Oleg Molla – 7                           |
| 2013–14 | Divizia Națională | 4    | 33 | 18 | 7  | 8  | 56  | 24 | 61 | C    | –      | –      | Serghei Țîganov – 13                     |
| 2014–15 | Divizia Națională | 6    | 24 | 7  | 6  | 11 | 23  | 19 | 27 | 1/4  | UEL    | PO     | Alexandru Dedov – 4                      |
| 2015–16 | Divizia Națională | 3    | 27 | 15 | 4  | 8  | 42  | 26 | 49 | 1/4  | –      | –      | Rui Miguel – 9                           |
| 2016–17 | Divizia Națională | 5    | 30 | 13 | 7  | 10 | 32  | 29 | 46 | 1/2  | UEL    | 2Q     | Hugo Neto – 6                            |
| 2017    | Divizia Națională | 8    | 18 | 5  | 4  | 9  | 17  | 21 | 19 | R    | –      | –      | Jean Theodoro – 5                        |
| 2018    | Divizia Națională | 5    | 28 | 9  | 9  | 10 | 28  | 37 | 36 | 1/2  | –      | –      | Ilie Damașcan – 5 Ion Nicolaescu – 5     |
| 2019    | Divizia Națională | 7    | 28 | 3  | 7  | 18 | 16  | 43 | 16 | 1/4  | –      | –      | Dan Pîslă – 5                            |
| 2020–21 | Divizia Națională | 8    | 36 | 6  | 7  | 23 | 39  | 63 | 25 | 1/8  | –      | –      | Artur Pătraș – 10                        |
| 2021–22 | Divizia Națională | 7    | 28 | 7  | 6  | 15 | 32  | 46 | 27 | 1/4  | –      | –      | Eugen Sidorenco – 5                      |
| 2022–23 | Super Liga        | 3    | 24 | 7  | 10 | 7  | 27  | 26 | 31 | 1/4  | –      | –      | Alexandru Dedov – 8                      |
| 2023–24 | Super Liga        | 3    | 24 | 13 | 3  | 8  | 33  | 23 | 42 | R    | UECL   | 2Q     | João Paulino – 7 Emmanuel Alaribe – 7    |
| 2024–25 | Super Liga        | 3    | 24 | 14 | 3  | 7  | 54  | 25 | 45 | 1/2  | UECL   | 2Q     | Justice Ohajunwa – 8 Vlad Răileanu – 8   |

## Evoluția în competițiile europene
La 31 iulie 2025.
| Competiție                     | Meciuri | Victorii | Remize | Înfrângeri | GM | GP  | GD  | % Victorii |
| ------------------------------ | ------- | -------- | ------ | ---------- | -- | --- | --- | ---------- |
| Liga Campionilor UEFA          | 16      | 7        | 2      | 7          | 24 | 17  | +7  | 43,75      |
| Cupa Cupelor UEFA              | 2       | 0        | 1      | 1          | 1  | 4   | −3  | 0          |
| UEFA Europa League / Cupa UEFA | 50      | 13       | 15     | 22         | 46 | 71  | −25 | 26         |
| UEFA Conference League         | 8       | 1        | 2      | 5          | 4  | 19  | −15 | 12,5       |
| Total                          | 76      | 21       | 20     | 35         | 75 | 111 | −36 | 27,63      |

Legenda: GM = Goluri marcate. GP = Goluri primite. GD = Golaveraj/goluri diferența.
| Ediție  | Competiție                    | Runda | Adversar              | Tur | Retur | General     |
| ------- | ----------------------------- | ----- | --------------------- | --- | ----- | ----------- |
| 1993–94 | Liga Campionilor UEFA         | PR    | Beitar Ierusalim      | 1–1 | 0–2   | 1–3         |
| 1994–95 | Cupa UEFA                     | PR    | Kispest Honvéd        | 0–1 | 1–4   | 1–5         |
| 1995–96 | Cup UEFA                      | PR    | Hapoel Tel Aviv       | 2–0 | 0–0   | 2–0         |
| 1995–96 | Cup UEFA                      | 1R    | RAF Jelgava           | 1–0 | 2–1   | 3–1         |
| 1995–96 | Cup UEFA                      | 2R    | Sparta Praga          | 0–2 | 3–4   | 3–6         |
| 1996–97 | Cupa UEFA                     | PR    | Hajduk Split          | 0–4 | 1–2   | 1–6         |
| 1997–98 | Cupa Cupelor UEFA             | QR    | Șahtior Donețk        | 1–1 | 0–3   | 1–4         |
| 1998–99 | Liga Campionilor UEFA         | 1Q    | Újpest                | 1–0 | 1–3   | 2–3         |
| 1999–00 | Liga Campionilor UEFA         | 1Q    | St Patrick's Athletic | 5–0 | 5–0   | 10–0        |
| 1999–00 | Liga Campionilor UEFA         | 2Q    | Dinamo Tbilisi        | 2–0 | 1–2   | 3–2         |
| 1999–00 | Liga Campionilor UEFA         | 3Q    | PSV Eindhoven         | 0–0 | 0–2   | 0–2         |
| 1999–00 | Cupa UEFA                     | 1R    | Tottenham Hotspur     | 0–0 | 0–3   | 0–3         |
| 2000–01 | Liga Campionilor UEFA         | 1Q    | Tirana                | 3–2 | 3–2   | 6–4         |
| 2000–01 | Liga Campionilor UEFA         | 2Q    | Maribor               | 2–0 | 0–1   | 2–1         |
| 2000–01 | Liga Campionilor UEFA         | 3Q    | Sparta Praga          | 0–1 | 0–1   | 0–2         |
| 2000–01 | Cupa UEFA                     | 1R    | Hertha Berlin         | 1–2 | 0–2   | 1–4         |
| 2001–02 | Cupa UEFA                     | QR    | Gaziantepspor         | 0–0 | 1–4   | 1–4         |
| 2002–03 | Cupa UEFA                     | QR    | Göteborg              | 3–1 | 2–2   | 5–3         |
| 2002–03 | Cupa UEFA                     | 1R    | Real Betis            | 0–2 | 1–2   | 1–4         |
| 2003–04 | Cupa UEFA                     | QR    | Litex Loveci          | 2–0 | 0–0   | 2–0         |
| 2003–04 | Cupa UEFA                     | 1R    | Aris Salonic          | 1–1 | 1–2   | 2–3         |
| 2006–07 | Cupa UEFA                     | 1Q    | Qarabağ               | 1–1 | 2–1   | 3–2         |
| 2006–07 | Cupa UEFA                     | 2Q    | Metalurh Zaporijia    | 0–0 | 0–3   | 0–3         |
| 2007–08 | Cupa UEFA                     | 1Q    | Artmedia Petržalka    | 2–2 | 1–1   | 3–3 (a)     |
| 2009–10 | UEFA Europa League            | 1Q    | Okjetpes              | 1–2 | 2–0   | 3–2         |
| 2009–10 | UEFA Europa League            | 2Q    | Paços de Ferreira     | 0–0 | 0–1   | 0–1         |
| 2012–13 | UEFA Europa League            | 1Q    | Bangor City           | 2–1 | 0–0   | 2–1         |
| 2012–13 | UEFA Europa League            | 2Q    | Young Boys            | 1–0 | 0–1   | 1–1 (1–4 p) |
| 2014–15 | UEFA Europa League            | 1Q    | Shkëndija             | 2–0 | 1–2   | 3–2         |
| 2014–15 | UEFA Europa League            | 2Q    | ȚSKA Sofia            | 0–0 | 1–1   | 1–1 (a)     |
| 2014–15 | UEFA Europa League            | 3Q    | Grödig                | 0–1 | 2–1   | 2–2 (a)     |
| 2014–15 | UEFA Europa League            | PO    | PAOK Salonic          | 1–0 | 0–4   | 1–4         |
| 2016–17 | UEFA Europa League            | 1Q    | Cihura Sacihere       | 0–1 | 3–2   | 3–3 (a)     |
| 2016–17 | UEFA Europa League            | 2Q    | Osmanlıspor           | 2–2 | 0–5   | 2–7         |
| 2023–24 | UEFA Europa Conference League | 1Q    | La Fiorita            | 1–0 | 1–1   | 2–1         |
| 2023–24 | UEFA Europa Conference League | 2Q    | Fenerbahçe            | 0–4 | 0–5   | 0–9         |
| 2024–25 | UEFA Conference League        | 2Q    | Ararat-Armenia        | 0–3 | 1–3   | 1–6         |
| 2025–26 | UEFA Conference League        | 2Q    | Astana                | 1–1 | 0–2   | 1–3         |

Notă
- 1Q, 2Q, 3Q — Tururile preliminare 1, 2 și 3, respectiv

PO – runda play-off

## Palmares
| Competiții naționale | Competiții internaționale |
| Superliga / Liga Națională / Divizia Națională / Super Liga Campioni (8): 1992, 1992–93, 1993–94, 1994–95, 1995–96, 1997–98, 1998–99, 1999–00 Vicecampioni (5): 1996–97, 2000–01, 2002–03, 2005–06, 2006–07 Locul III (7): 2001–02, 2003–04, 2011–12, 2015–16, 2022–23, 2023–24, 2024–25 Cupa Moldovei Câștigători (6): 1997, 1998, 2003, 2004, 2007, 2014 Finaliști (4): 1994–95, 1999–00, 2017, 2023–24 Supercupa Moldovei Câștigători (1): 2014 Finaliști (3): 2003, 2004, 2007 Prima Ligă Sovietică (nivelul 2) Campioni (1): 1955 A Doua Ligă Sovietică (nivelul 3) Campioni (1): 1988 | Liga Campionilor UEFA: - Turul 3 (2): 1999–00, 2000–01 - Turul 1 (1): 1998–99 - Turul preliminar (1): 1993–94 Cupa UEFA / UEFA Europa League: - Turul play-off (1): 2014–15 - Turul 2 (5): 1995–96, 2006–07, 2009–10, 2012–13, 2016–17 - Turul 1 (5): 1999–00, 2000–01, 2002–03, 2003–04, 2007–08 - Turul preliminar (3): 1994–95, 1996–97, 2001–02 UEFA Conference League: - Turul 2 (3): 2023–24, 2024–25, 2025–26 Cupa Cupelor UEFA: - Turul preliminar (1): 1997–1998 Cupa CSI: Finaliști (1): 2000 |

### Individual
Jucătorii Zimbrului desemnați „Fotbalistul moldovean al anului”
| An   | Câștigător         |
| ---- | ------------------ |
| 1992 | Alexandru Spiridon |
| 1993 | Alexandru Curteian |
| 1994 | Serghei Cleșcenco  |
| 1995 | Ion Testemițanu    |
| 1997 | Ion Testemițanu    |
| 1999 | Sergiu Epureanu    |
| 2002 | Boris Cebotari     |

Jucătorii Zimbrului care au obținut titlul de golgheter al Diviziei Naționale
- Vladislav Gavriliuc (20 goluri) - 1994/95, (34) - 1995/96
- Serghei Cleșcenco (25 goluri) - 1997/1998
- Vladimir Șișelov (15 goluri) - 2003/2004
- Oleg Andronic (16 goluri) - 2008/2009

## Recorduri
Jucători
- Cele mai multe meciuri jucate în campionatul Moldovei, all-time: Gheorghe Tegleațov (453, 57 în liga superioară a Campionatului URSS).
- Cele mai multe meciuri jucate în Divizia Națională: Iurie Miterev (249).
- Cele mai multe goluri marcate în Divizia Națională: Iurie Miterev (129 de goluri).
- Cele mai multe goluri marcate într-un sezon în Divizia Națională: Vladislav Gavriliuc (1995-96) și Iurie Miterev (1996-97) - câte 34 de goluri.
- Goluri marcate în meciuri consecutive - în sezonul 1995-1996 Vladislav Gavriliuc a marcat în 10 meciuri consecutive.
- Fără gol primit - în perioada 1998-1999 Denis Romanenco nu a primit gol pe durata a 12 meciuri, însumând 1153 minute "curate".

Serii
- Victorioasă - 12 meciuri în sezoanele 1993-1994 și 1994-1995.
- Fără înfrângere - 29 meciuri în sezoanele 1998-1999 și 1999-2000.

## Jucători notabili
- Vladimir Ținkler
- Vladimir Vostroilov
- Evgheni Larin
- Rudolf Atamalian
- Nikolai Esin
- Nikolai Polșikov
- Mihail Potapov
- Iuri Sevidov
- Boris Tatușin
- Grigori Ianeț
- Anatoli Rîbak
- Iuri Hlopotnov
- Grigori Batici
- /  Igor Dobrovolski
- /  Nikolai Vasiliev
- /  Isgandar Javadov
- /  Ivan Șarii
- /  Vladimir Fink
- /  Ion Caras
- /  Serghei Dubrovin
- /  Alexandru Mațiura
- /  Pavel Cebanu
- /  Alexandru Spiridon
- /  Iuri Goriacev
- /  Vladimir Berdovski
- /  Viktor Kuznețov
- /  Serghei Turianski
- /  Serghei Kojanov
- /  Serghei Derkaci
- /  Boris Tropaneț
- /  Serghei Savcenko
- /  Robertas Tautkus
- /  Vladimir Buzmakov
- /  Șahin Diniev
- Emil Caras
- Radu Rebeja
- Ion Testemițanu
- Serghei Cleșcenco
- Iurie Miterev
- Alexandru Curtianu
- Denis Romanenco
- Levani Gvazaza
- Sergiu Epureanu
- Valeriu Catînsus
- Andrei Telesnenko
- Ghenadi Altman
- Adrian Cucovei
- Ghenadie Olexici
- Boris Cebotari
- Alexandru Epureanu
- Adrian Sosnovschi
- Igor Țîgîrlaș
- Vitalie Bordian
- Igor Armaș
- Stipe Lapić
- Igor Andronic
- Bojan Simić
- Alexei Savinov
- Chiril Covalciuc
- Vadim Boreț
- Nicolae Calancea
- Viorel Frunză
- Oleg Andronic
- Serghei Alexeev
- Anatol Cheptine
- Rui Miguel Rodrigues

## Antrenori
| Nume                  | Perioada |
| --------------------- | -------- |
| Sergei Eriomin        | 1947–49  |
| Vasiliy Epishin       | 1950–51  |
| Valeriy Bekhtenev     | 1952     |
| Georgiy Mazanov       | 1953     |
| Piotr Stupakov        | 1954–56  |
| Victor Maslov         | 1956     |
| Viktor Novikov        | 1957     |
| Aleksandr Sevidov     | 1958–60  |
| Vasily Sokolov        | 1960–63  |
| Nikolai Glebov        | 1964     |
| Boris Tsybin          | 1965     |
| Ivan Zolotukhin       | 1966     |
| Konstantin Ryazantsev | 1966–68  |
| Vladimir Țincler      | 1969–70  |
| Vasily Sokolov        | 1970–71  |
| Sergei Shaposhnikov   | 1972     |
| Veaceslav Chiricenco  | 1972     |
| Viktor Korolkov       | 1973–74  |
| Anatoli Polosin       | 1975–78  |
| Veaceslav Chiricenco  | 1979     |
| Viktor Korolkov       | 1980–81  |
| Leonid Shevchenko     | 1982–83  |
| Anatol Borș           | 1983–85  |
| Anatoli Polosin       | 1985     |
| Vladimir Țincler      | 1986     |
| Vladimir Gosperschi   | 1986     |
| Vladimir Yemets       | 1987     |
| Ahmed Aleskerov       | 1988–89  |
| Pavel Cebanu          | 1990–91  |
| Dudu Georgescu        | 1991     |

| Nume                       | Perioada            |
| -------------------------- | ------------------- |
| Sergiu Sîrbu               | Jan 1992–Oct 1993   |
| Veaceslav Chiricenco       | Oct 1993–Dec 1993   |
| Alexandru Spiridon         | Jan 1994–Aug 1996   |
| Ion Caras                  | Aug 1996–June 1997  |
| Semen Altman               | July 1997–Aug 1999  |
| Oleksandr Skrypnyk         | Aug 1999–June 2000  |
| Alexandru Spiridon         | June 2000–May 2001  |
| Vladimir Veber             | May 2001–Sept 2001  |
| Nicolae Mandrîcenco        | Sept 2001–May 2002  |
| Sergiu Sîrbu (interim)     | May 2002            |
| Gabriel Stan               | May 2002–June 2003  |
| Sergiu Sîrbu               | June 2003–Nov 2003  |
| Gheorghe Niculescu         | Nov 2003–May 2005   |
| Ivan Tabanov               | May 2005–Apr 2007   |
| Alexandru Curteian         | Apr 2007–June 2007  |
| Oleksandr Sevidov          | June 2007–June 2008 |
| Ion Caras                  | June 2008–Apr 2009  |
| Ivan Tabanov               | Apr 2009–May 2011   |
| Serghei Stroenco           | May 2011–May 2012   |
| Oleg Bejenari              | May 2012–July 2012  |
| Sergiu Sîrbu (interim)     | July 2012–Oct 2012  |
| Oleg Fistican              | Oct 2012–Dec 2012   |
| Sergiu Sîrbu (interim)     | Dec 2012            |
| Serghei Dubrovin           | Dec 2012–March 2013 |
| Sergiu Sîrbu (interim)     | March 2013–Apr 2013 |
| Serghei Cleșcenco          | Apr 2013–Sept 2013  |
| Oleg Kubarev               | Sept 2013–Dec 2014  |
| Veaceslav Rusnac           | Dec 2014–June 2015  |
| Ștefan Stoica              | June 2015–Nov 2015  |
| Veaceslav Rusnac (interim) | Nov 2015–Jan 2016   |

| Nume                        | Perioada            |
| --------------------------- | ------------------- |
| Simão Freitas               | Jan 2016–May 2016   |
| Denis Romanenco (interim)   | May 2016            |
| Flavius Stoican             | May 2016–Sept 2016  |
| Veaceslav Rusnac            | Sept 2016–Jan 2017  |
| Ștefan Stoica               | Feb 2017–July 2017  |
| Iurie Osipenco              | July 2017–Dec 2017  |
| Vladimir Aga                | Feb 2018–June 2018  |
| Serghei Secu                | June 2018–July 2018 |
| Sorin Colceag               | Aug 2018–July 2019  |
| Vladimir Aga                | July 2019–Oct 2019  |
| Veaceslav Sofroni (interim) | Nov 2019–Dec 2019   |
| Sandro Pochesci             | Dec 2019–Feb 2020   |
| Giovanni Scanu              | Feb 2020–March 2020 |
| Vlad Goian                  | June 2020–Oct 2020  |
| Simeon Bulgaru (interim)    | Oct 2020–Jan 2021   |
| Vlad Goian                  | Jan 2021–Nov 2021   |
| Michele Bon                 | Nov 2021–June 2022  |
| Vlad Goian                  | June 2022–Aug 2022  |
| Lilian Popescu              | Aug 2022 – present  |

## Contacte
- Adresa - str. Butucului 1, or. Chișinău, Republica Moldova, MD-2062
- Telefon - (+373 22) 77-24-00
- Fax - (+373 22) 77-15-53
- E-mail - zimbruzimbru.md